# Ciney
Ciney (en valón: Cînè) es un municipio de Bélgica, en la provincia de Namur, el cual cuenta con una población de cerca de 16.000 habitantes.
Ciney era una de las 23 Buenas Villas del Principado de Lieja.

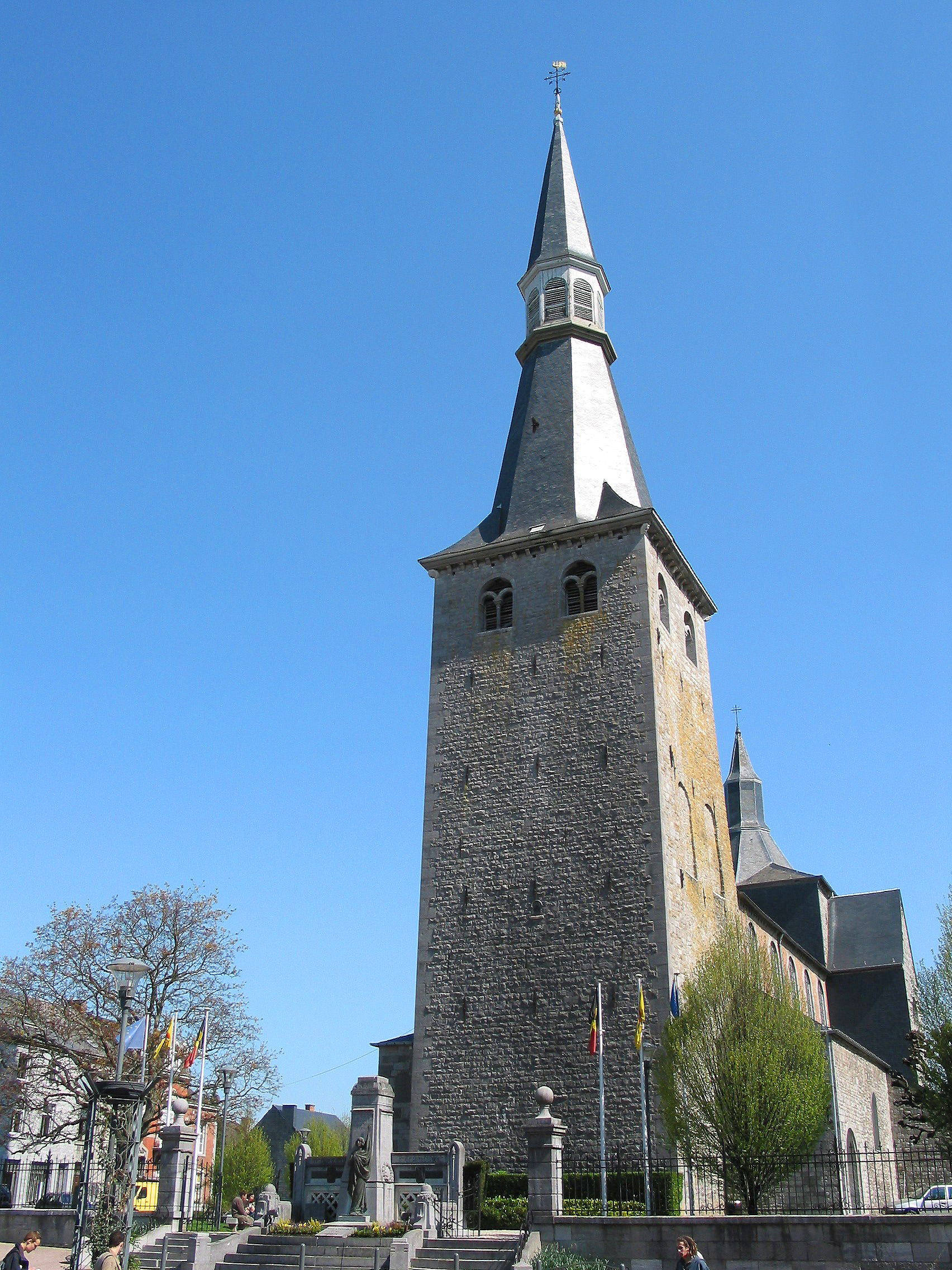
Iglesia de San Nicolás en Ciney (foto de Jean-Pol Grandmont).

## Geografía
Se encuentra ubicada al sureste del país, en la región natural del Condroz.

### Secciones del municipio
El municipio comprende los antiguos municipios, que se fusionaron en 1977:
| - Ciney - Achêne - Braibant - Chevetogne - Conneux - Leignon - Pessoux - Serinchamps - Sovet |

## Demografía

### Evolución
Todos los datos históricos relativos al actual municipio, el siguiente gráfico refleja su evolución demográfica, incluyendo municipios después de efectuada la fusión el 1 de enero de 1977.
| Gráfica de evolución demográfica de Ciney entre 1846 y 2020 |
|                                                             |

## Historia
Ciney fue parte del Principado de Lieja y se vio mezclada en la Guerra de la Vaca. El 26 de agosto de 2006, Ciney celebró su primer milenio.
En 1925, el monje benedictino belga Dom Labert Beauduin creó la abadía de Chevetogne dedicada a la unidad de todos los cristianos.

## Cerveza
La Cerveza de Ciney es famosa. Tiene una versión clara y otra oscura, esta última creada en 1986. Primero fueron hechas por la casa Demarche y luego por la casa Alken-Maes, de Amberes.

## Reserva natural Marie Mouchon
Sitio excepcional situado cerca de la aldea de Chapois. Constituido de un conjunto de antiguos prados, la reserva natural de Marie-Mouchon es un lugar único, con flora y fauna de una gran diversidad. Fue propuesto a la Comunidad Europea como sitio de interés y es administrado actualmente por la Región Valona.

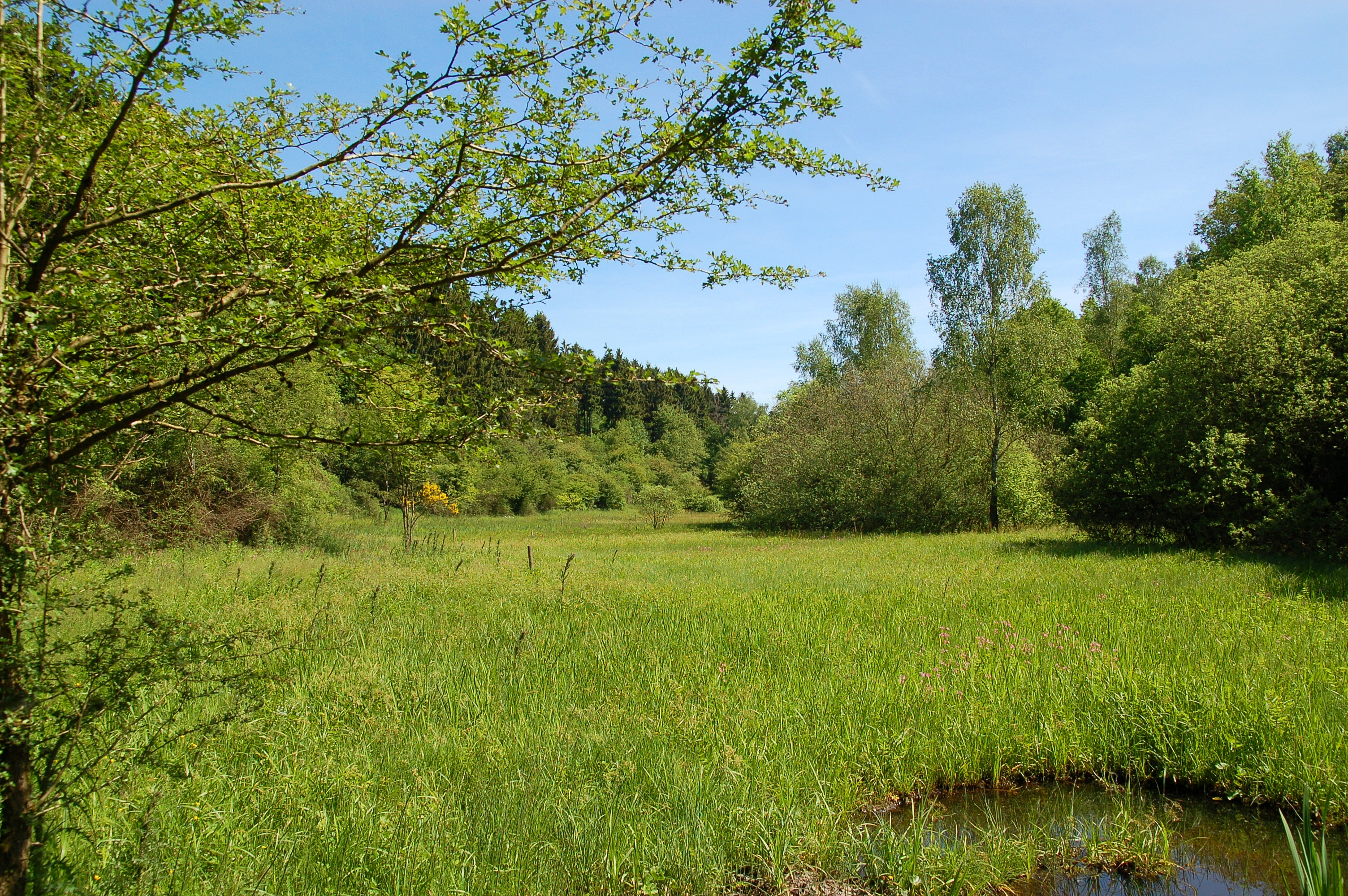
Reserva natural "Marie Mouchon" en Chapois.
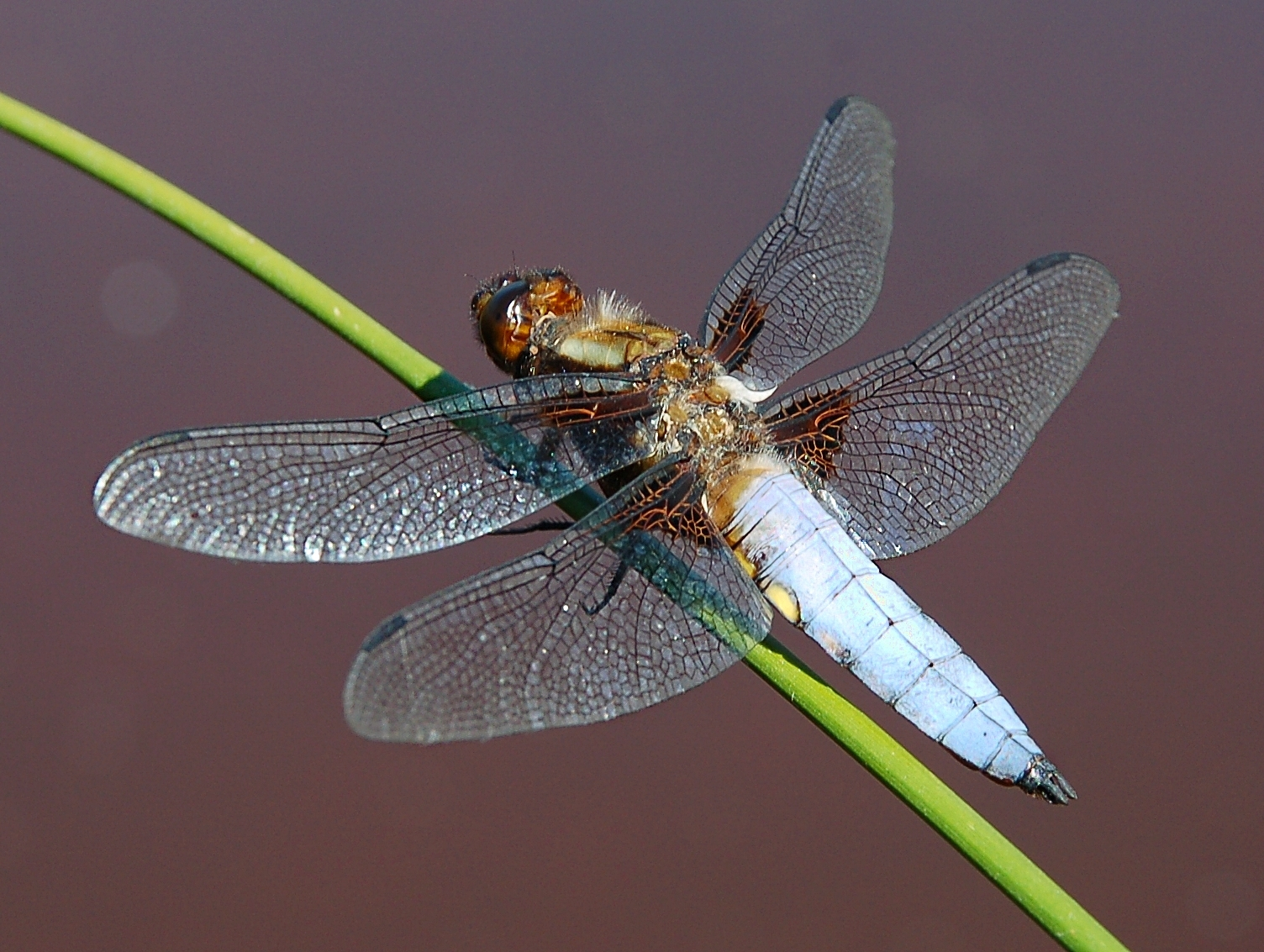
Platetrum depressum.
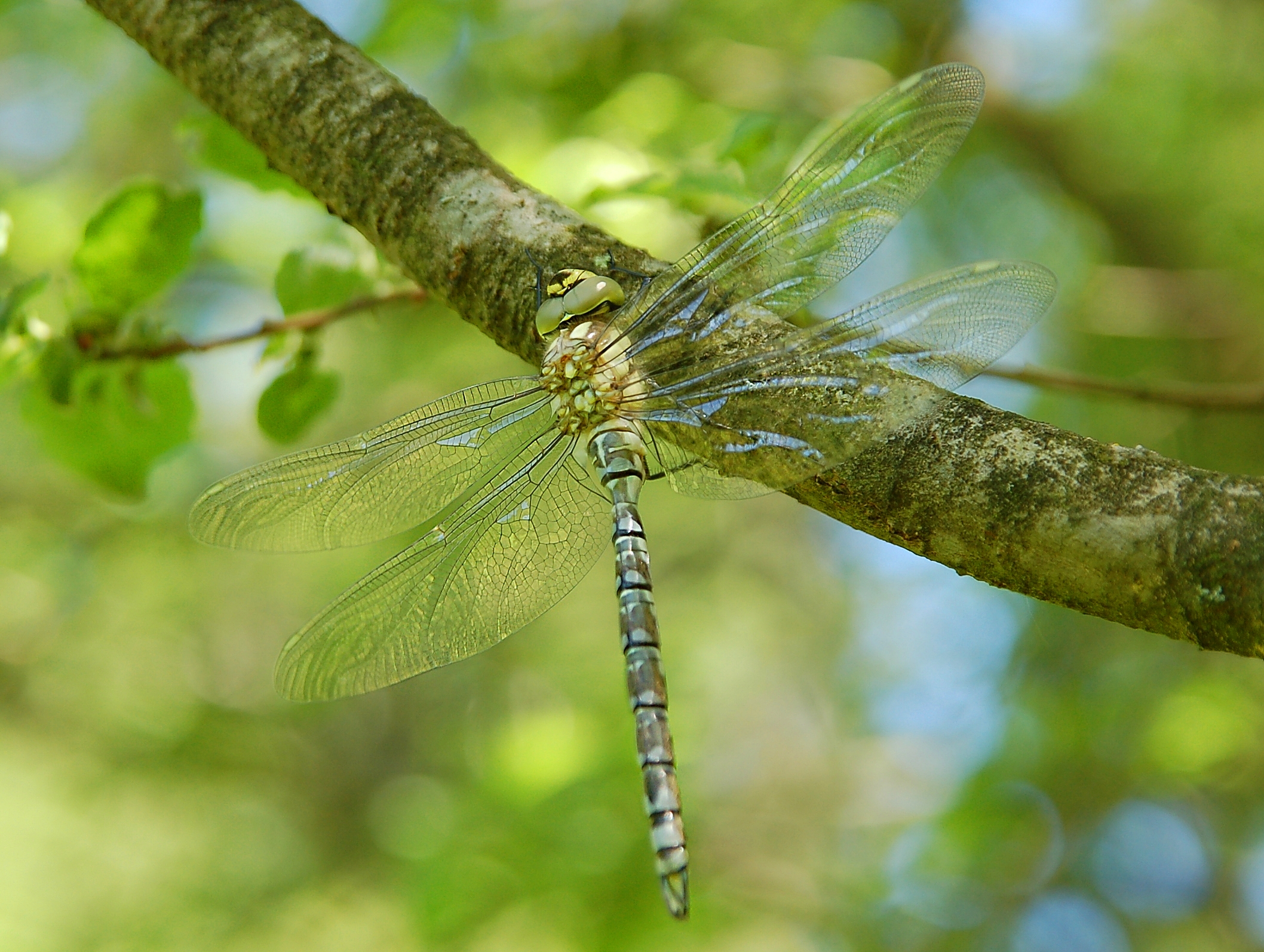
Aeshna cyanea.
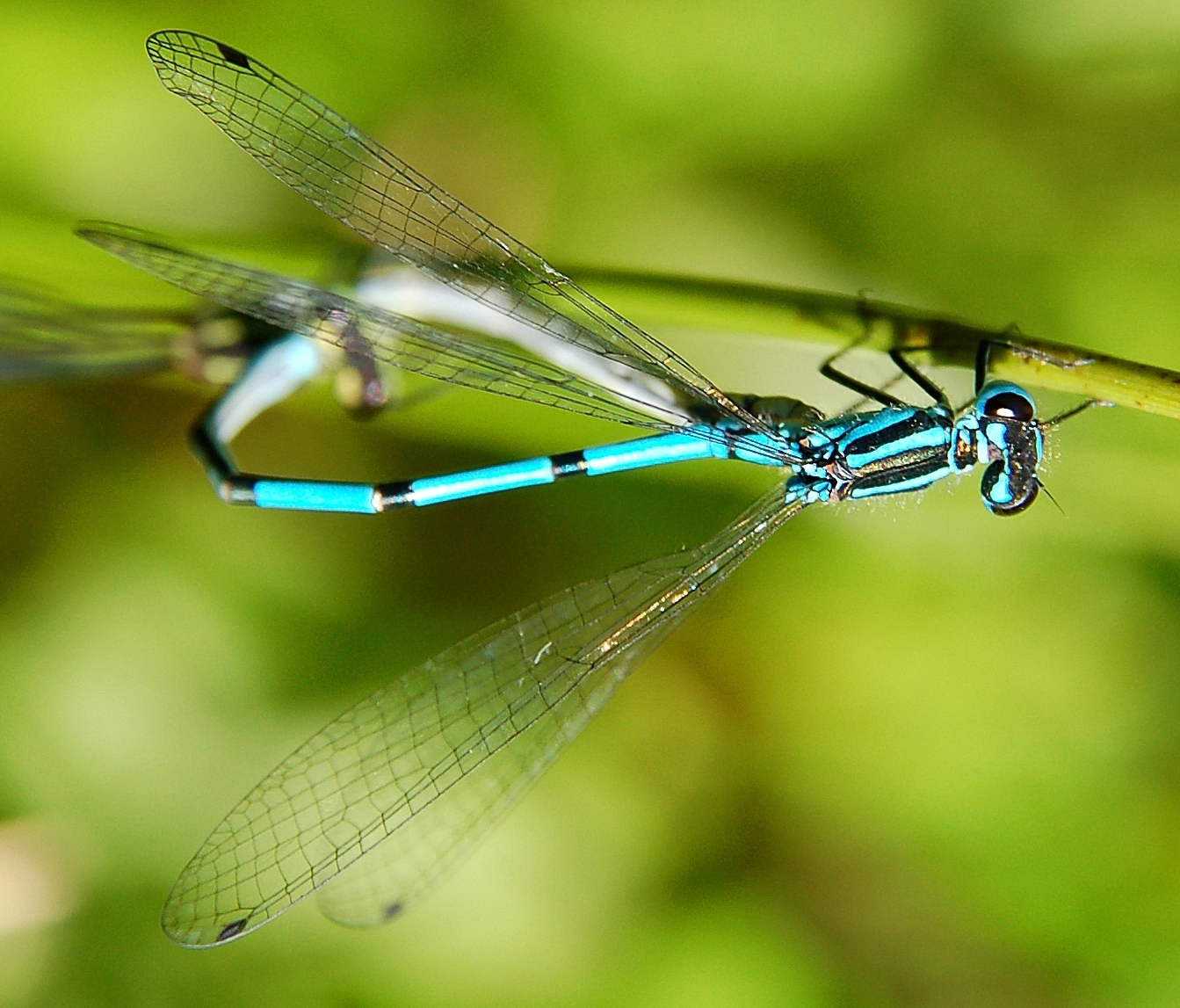
Coenagrion sp., "puella".
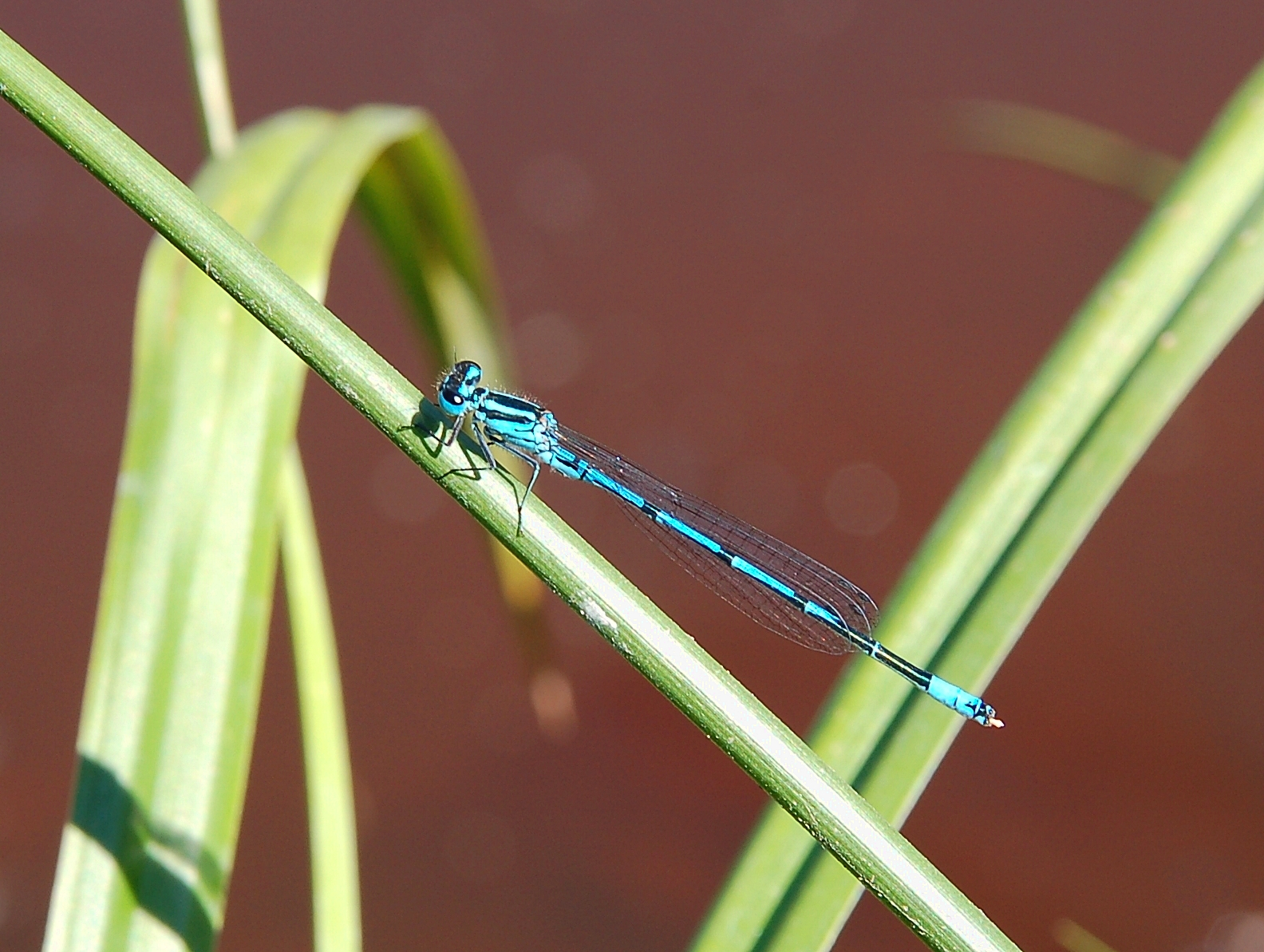
Coenagrion puella.
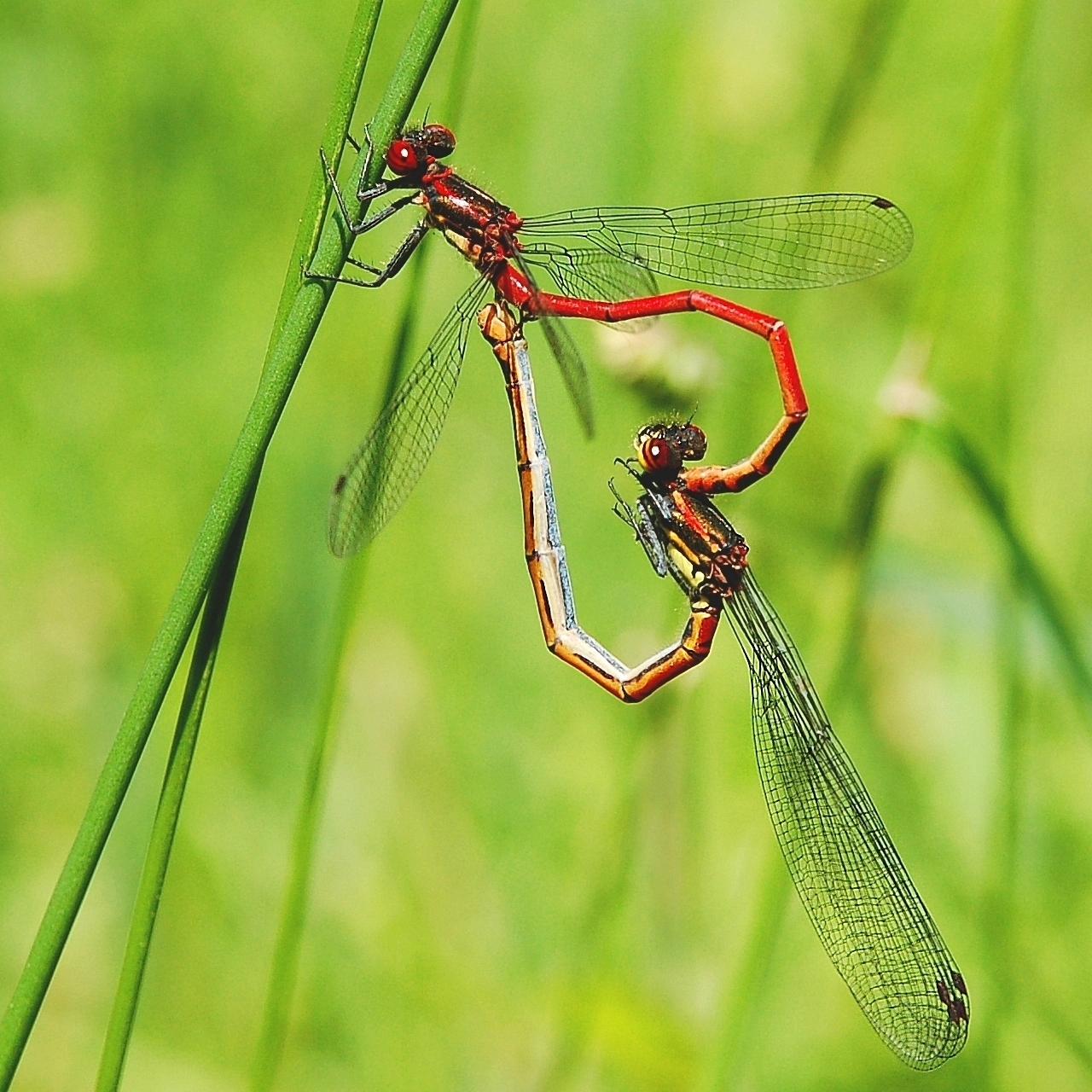
Pyrrhosoma nymphula.
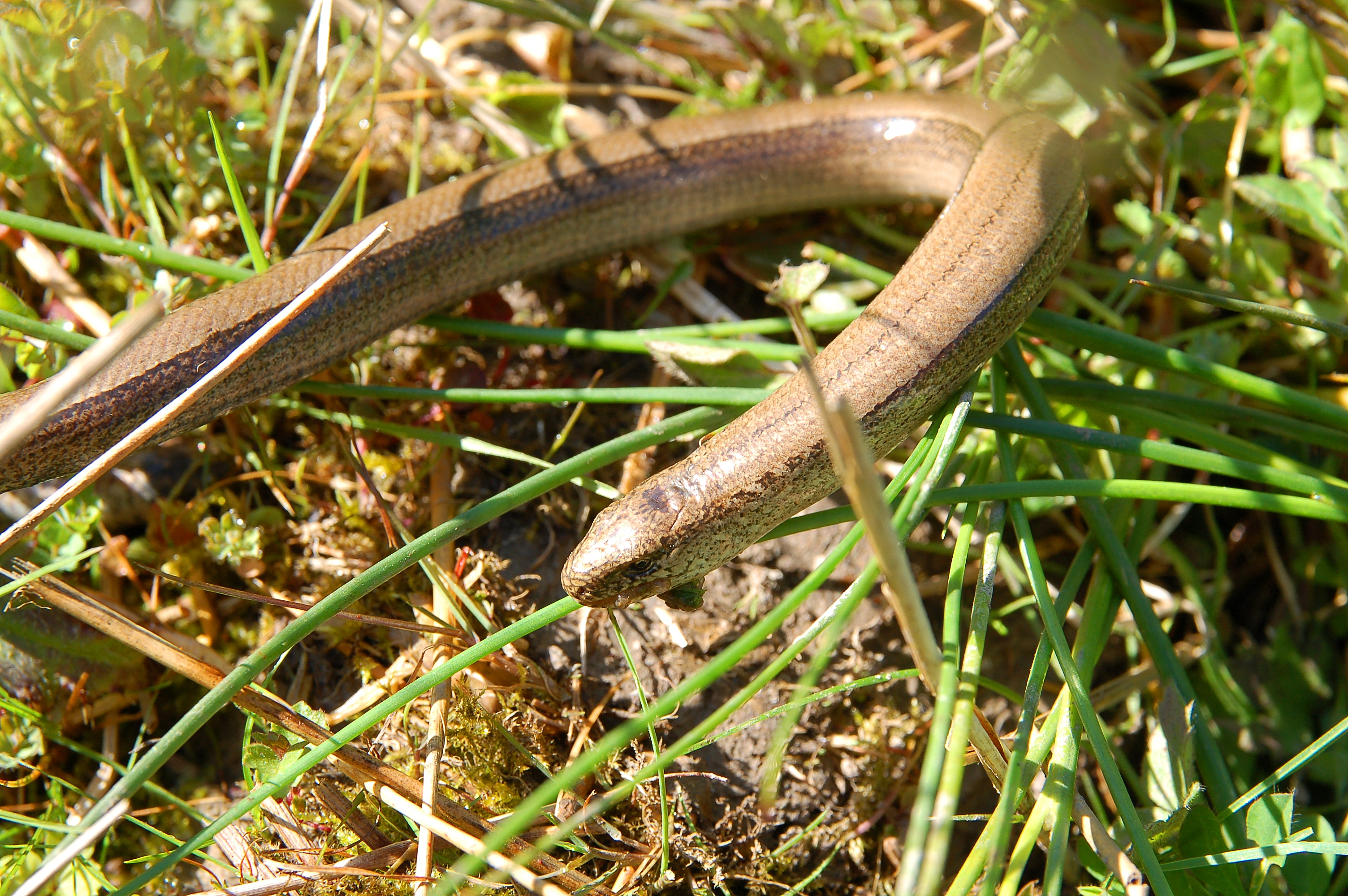
Anguis fragilis.
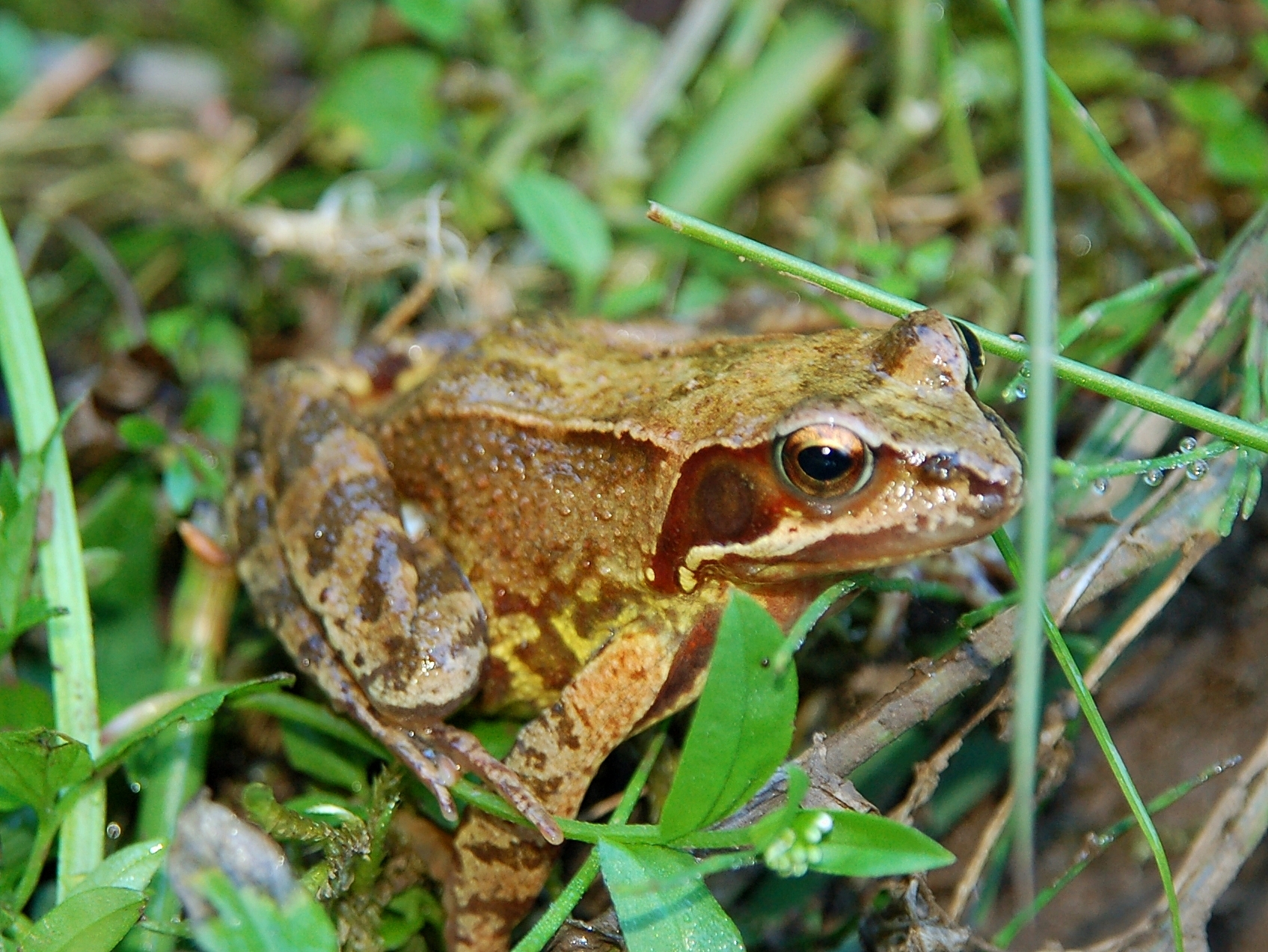
Rana temporaria.
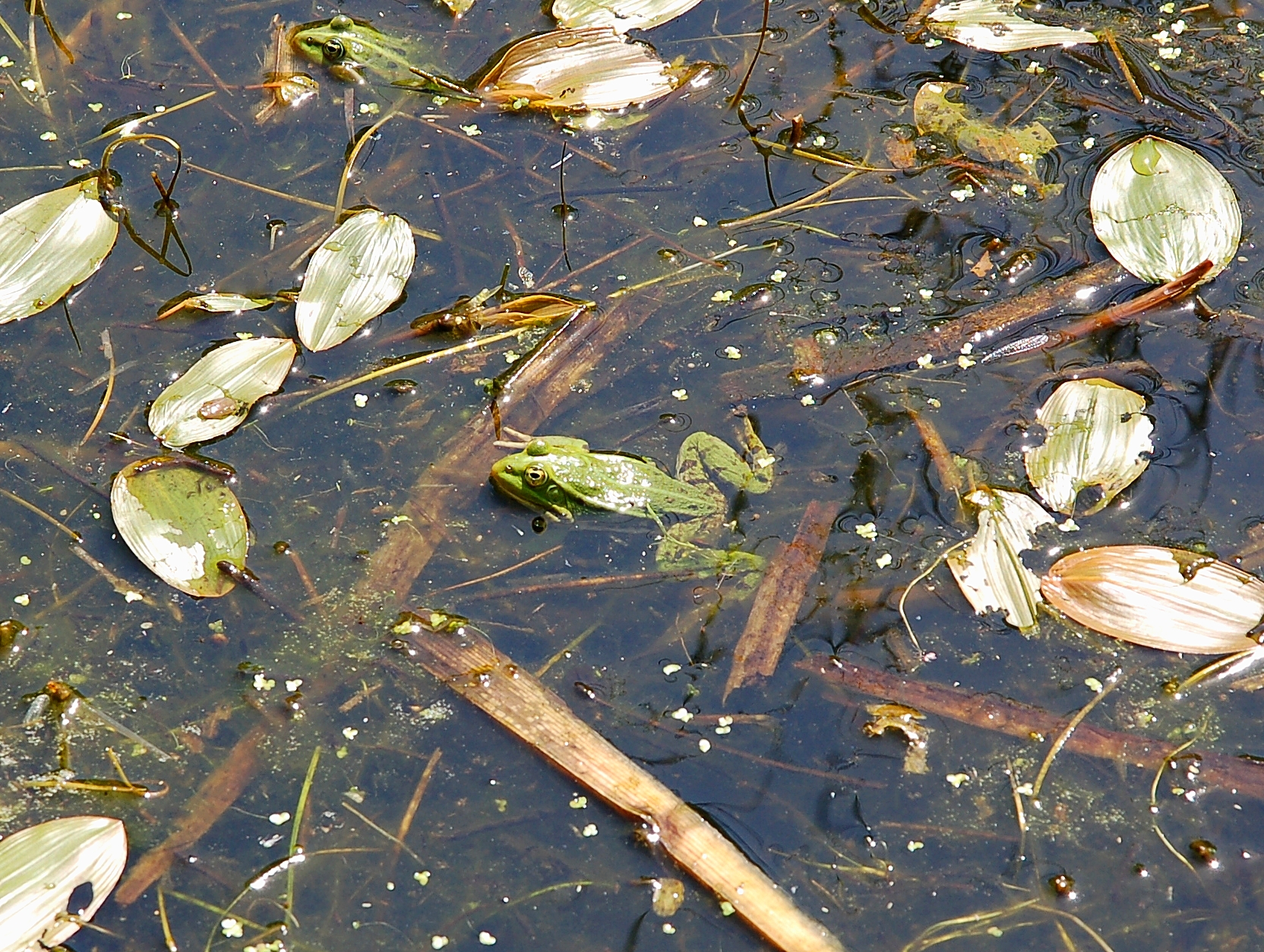
Rana esculenta.